# Đại hội Thể thao châu Á 1978
Đại hội Thể thao châu Á 1978 (tiếng Thái: กีฬาเอเชียนเกมส์ครั้งที่ 8), còn được biết đến với tên gọi Đại hội Thể thao châu Á lần thứ 8, Bangkok 1978 (tiếng Thái: กรุงเทพมหานคร 1978), được tổ chức từ ngày 9 đến ngày 20 tháng 12 năm 1978 tại Bangkok, Thái Lan. Ban đầu, Singapore là thành phố đăng cai, nhưng sau đó đã rút lui do gặp khó khăn tài chính. Tiếp theo, thủ đô Islamabad của Pakistan được chọn làm nơi tổ chức Đại hội, tuy nhiên cũng rút lui vì xung đột với Bangladesh và Ấn Độ. Nhà nước Hoàng gia Iran cũng rút khỏi đại hội do cuộc cách mạng Iran.
Thái Lan đã đề nghị hỗ trợ và vì thế Asiad lần thứ 8 được tổ chức tại Bangkok. Về mặt chính trị, Israel bị trục xuất khỏi Đại hội Thể thao châu Á. Tổng cộng có 3.842 vận động viên từ 25 quốc gia tham dự kỳ đại hội này. Hai môn thể thao được đưa vào thi đấu lần đầu tiên là bắn cung và bowling.

## Các quốc gia tham dự
25 trên tổng số 32 quốc gia thành viên của Hội đồng Olympic châu Á đã tham gia kỳ đại hội này. Iran chỉ cử một quan chức tham dự và không tham gia thi đấu do tình hình chính trị trong nước vào thời điểm đó.
| - Bahrain - Bangladesh - Miến Điện - Trung Quốc (408) - Hồng Kông - Ấn Độ - Indonesia - Iraq - Nhật Bản (460) | - Kuwait - Liban (3) - Malaysia - Mông Cổ - Nepal - CHDCND Triều Tiên - Pakistan - Philippines - Qatar | - Ả Rập Xê Út - Singapore (76) - Hàn Quốc - Sri Lanka - Syria - Thái Lan - UAE |

## Môn thi đấu
| - Bắn cung (4) () - Điền kinh (39) () - Cầu lông (7) () - Bóng rổ (2) () - Bowling (10) () - Quyền anh (11) () - Đua xe đạp (6) () - Nhảy cầu (4) () - Đấu kiếm (8) () - Khúc côn cầu (1) () - Bóng đá (1) () | - Thể dục dụng cụ (14) () - Sailing (4) () - Bắn súng (22) () - Bơi lội (29) () - Bóng bàn (7) () - Quần vợt (7) () - Bóng chuyền (2) () - Bóng nước (1) () - Cử tạ (10) () - Đấu vật (10) () |

## Bảng tổng sắp huy chương
| 1         | Nhật Bản (JPN)          | 70  | 59  | 49  | 178 |
| 2         | Trung Quốc (CHN)        | 51  | 54  | 46  | 151 |
| 3         | Hàn Quốc (KOR)          | 18  | 20  | 31  | 69  |
| 4         | CHDCND Triều Tiên (PRK) | 15  | 13  | 15  | 43  |
| 5         | Thái Lan (THA)          | 11  | 12  | 19  | 42  |
| 6         | Ấn Độ (IND)             | 11  | 11  | 6   | 28  |
| 7         | Indonesia (INA)         | 8   | 7   | 18  | 33  |
| 8         | Pakistan (PAK)          | 4   | 4   | 9   | 17  |
| 9         | Philippines (PHI)       | 4   | 4   | 6   | 14  |
| 10        | Iraq (IRQ)              | 2   | 4   | 6   | 12  |
| Tổng cộng | Tổng cộng               | 201 | 199 | 226 | 626 |